# Hamilton trädfällningsmaskin

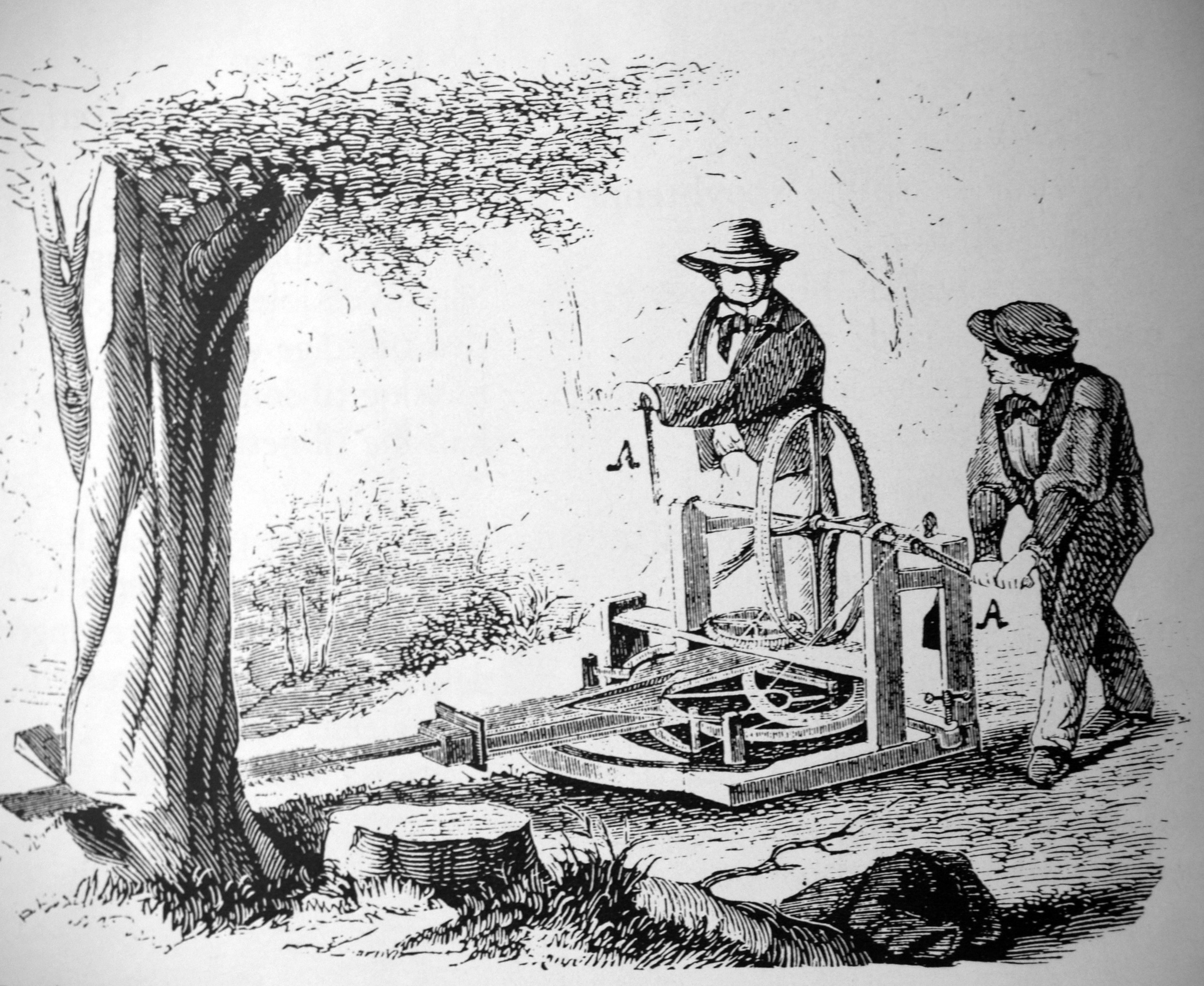
Hamilton trädfällningsmaskin.

Hamilton trädfällningsmaskin är en maskin för trädfällning patenterad av ingenjör Samuel H. Hamilton från New York 1837.
Inom skogsbruket gjordes många tidiga försök att underlätta och effektivisera de tunga manuella arbetsmomenten. Speciellt inriktades mekaniseringsförsöken på fällningsmomentet. 
Tidiga mekaniseringsförsök vid huggningsarbete gällde oftast någon typ av trädfällningsmaskiner. 
I USA provades flera olika konstruktioner under 1800-talet. Dessa maskiner drevs i början av mänsklig muskelkraft. 
En av de första trädfällningsmaskinerna var Hamilton trädfällningsmaskin. 
Trädfällningsmaskinen bestod av en sågblad monterad på en träram. Sågen transporterades enligt patentansökan på två hjul. Dessa hjul är inte monterade på bilderna nedan. Trädfällningsmaskinen drevs av två man som med vev vevade runt ett hjul, och den roterande rörelsen omvandlades sedan till en horisontell fram- och återgående rörelse som drev ett sågblad. Sågning kunde ske antingen vertikalt eller horisontellt beroende på uppställning. Hamiltons maskin kunde därför användas till att både fälla samt kapa träd. 
Hamiltons trädfällningsmaskin uppmärksammades tidigt i Norden. Första gången en trädfällningsmaskin beskrivs i norsk litteratur är år 1862. Hamiltons maskin beskrivs då i en artikel i Illustreret Nyhedsblad. Även i övriga Europa fanns Hamiltons trädfällningsmaskin omtalad. År 1865 beskrivs att maskinen användes/provades i Tyskland i Schwarzwald-distriktet i södra Tyskland. 
Personer som såg maskinen i arbete var tveksamma till nyttan av trädfällningsmaskiner i allmänhet och Hamiltons maskin i synnerhet.
Hamiltons trädfällningsmaskin fungerade rent mekaniskt. Det är dock tveksamt om den gjorde sågningen effektivare. Förbättringen som gjordes är att arbetsställningen är bättre ur ergonomisk synpunkt och ett mindre ansträngande rörelsesätt än vid sågning på med traditionell timmersvans. I praktiken ute i skogen var Hamiltons maskin svår att använda och transportera vilket fler källor skriver. Maskinen kom därför inte till någon större praktisk användning.